# Bracieux
Bracieux is een gemeente in het Franse departement Loir-et-Cher (regio Centre-Val de Loire). De plaats maakt deel uit van het arrondissement Blois en ligt tussen de wereldberoemde kastelen van Chambord en Cheverny. De gemeente telde 1.341 inwoners op 1 januari 2022.
Het stadje bestaat al sinds de Middeleeuwen en stond bekend om haar markten en beurzen. Het lag destijds aan een Romeinse weg en de 'chemin des boeufs' die liep van Poitiers naar Parijs. Men vermoedt dat Bracieux zelfs nog eerder bestond getuige een citaat van Julius Caesar die het had over Bracidus in de het land van de Blésois.

## Geografie
De oppervlakte van Bracieux bedroeg op 1 januari 2022 2,95 vierkante kilometer; de bevolkingsdichtheid was toen 454,6 inwoners per km².
De onderstaande kaart toont de ligging van Bracieux met de belangrijkste infrastructuur en aangrenzende gemeenten.

## Demografie
Onderstaande figuur toont het verloop van het inwonertal (bron: INSEE-tellingen).